# Clinica del lavoro Luigi Devoto
La Clinica del lavoro Luigi Devoto è considerata la struttura sanitaria più antica al mondo dedicata alla prevenzione, diagnosi e cura delle malattie professionali. A partire dal 2013 circa, la Clinica è configurata come Reparto di Medicina del Lavoro del Policlinico di Milano.
La Clinica del lavoro di Milano ospita una tra le più prestigiose biblioteche scientifiche italiane sull'argomento e pubblica La Medicina del lavoro, la più antica rivista al mondo (fondata nel 1901) nel settore.

## Storia
Fu inaugurata il 20 marzo 1910,  dopo che il comune di Milano ne aveva approvato l'istituzione nel 1902 con il contributo di Luigi Mangiagalli, fondatore e primo rettore dell'Università degli Studi di Milano.
L'idea di una struttura dedicata alle malattie lavorative fu sviluppata dal patologo Luigi Devoto che per primo intuì la necessità di strutturare scientificamente e socialmente lo studio delle malattie prodotte negli ambienti di lavoro e la necessità della prevenzione.
Per Devoto non si dovevano curare i lavoratori, ma il lavoro stesso, «...perché il malato è il lavoro ed è questo che deve essere curato affinché siano prevenute le malattie dei lavoratori».
Devoto fu il direttore della clinica fino al 1935. Grazie al suo contributo iniziò anche l'opera di sensibilizzazione e di informazione verso i lavoratori circa i rischi riguardanti le attività lavorative.
Nel 1935 fu sostituito da Luigi Preti sotto la cui guida si sviluppò lo studio delle malattie polmonari (asbestosi in primo luogo), del saturnismo, delle intossicazioni da benzolo e da solfocarbonismo.
Dal 1942 al 1977 la direzione fu di Enrico Carlo Vigliani. In questo lungo periodo la clinica divenne uno dei punti di riferimento internazionali per la ricerca scientifica nell'ambito della medicina del lavoro. Il prof. Vigliani dovette ricostruire quasi da zero la struttura devastata dai bombardamenti e abbandonata dai medici impegnati sui fronti bellici o nella Resistenza. Nella prima metà degli anni '60, la gestione del Vigliani fu talmente efficace da poter realizzare un nuovo edificio di quattro piani, successivamente elevato di un altro piano, che dal 1987 porta il suo nome.
Negli anni '70 in conseguenza dei nuovi assetti normativi nazionali e regionali (Riforma Sanitaria, avvio dei Comitati Sanitari di Zona e delle Unità Sanitarie Locali con i loro Servizi di Medicina del Lavoro (SMAL)) un numero non trascurabile di sezioni e spazi afferenti alla Clinica assumono la configurazione di primariati ospedalieri autonomi, avviando una ristrutturazione organizzativa. Si realizza in questo decennio in Lombardia un imponente trasferimento di conoscenze attraverso i corsi universitari, il cui numero di iscritti raggiunge il massimo storico.
Dal 1978 si sono succeduti alla guida della struttura Gerolamo Chiappino (dal 1980 al 1985), Antonio Grieco (dal 1978 al 1980 e dal 1985 al 2001). In collaborazione con gli Istituti di Pavia, Parma e Bari viene istituito il primo Dottorato italiano di Medicina del Lavoro ed Igiene Industriale. Nel 1980 è stato istituito il Servizio di Medicina Preventiva dei Lavoratori, convenzionato con l'insegnamento universitario omonimo.
La nascita del Servizio di Medicina Preventiva dei Lavoratori permise la creazione di sezioni ed ambulatori dove poteva operare personale rispettivamente universitario ed ospedaliero, svolgendo anche compiti e funzioni previste dalla normativa della Regione Lombardia per i Servizi ospedalieri di Medicina del Lavoro di secondo livello (Unità Operative Ospedaliere di Medicina del Lavoro). Gli anni '80 videro la creazione delle sezioni di Igiene e Tossicologia Industriale e dalla sezione di Epidemiologia. 
Negli anni '90 la struttura passò sotto il controllo dell'Università degli Studi di Milano, divenendo il Dipartimento di Medicina del lavoro. 
La trasformazione dei settori produttivi e la progressiva crescita dell'economia terziaria portarono alla diminuzione delle malattie professionali tradizionali, quale risultato dell'intensa opera preventiva o della efficace attività legislativa o di controllo messa in atto, e contemporaneamente all'emergere di patologie sicuramente correlabili al lavoro ma di eziologia inconsueta, poiché riconducibili a fattori di rischio nuovi, quali lo stress psicofisico, il disadattamento lavorativo, le posture incongrue ed il crescente uso dei videoterminali. Dal 2000, presso la Clinica del Lavoro del Policlinico è stato istituito il Registro Regionale dei Mesoteliomi.
Successivamente la struttura è stata diretta da Antonio Colombi (dal 2007 al 2010) e da Pier Alberto Bertazzi (dal 2001 al 2007 e dal 2010 al 2015). Tra il 2011 e il 2014 la clinica è passata dalla gestione diretta dell'Università a sede del reparto di Medicina del Lavoro del Policlinico di Milano, all'interno del Dipartimento dei Servizi e della Medicina Preventiva, sotto la guida del prof. Luciano Riboldi, dal 2004 Direttore della Medicina del Lavoro.
In anni più recenti la Clinica si è rivolta allo studio delle patologie emergenti in ambito lavorativo con ambiti di ricerca relativi a ergoftalmologia, audiologia, patologia degenerativa, stress da lavoro, cardiologia del lavoro, tossicogenomica, ecc.